# Zaho
Zehira Darabid (född 10 april 1980 i Oran, Algeriet), känd mononymt som enbart Zaho, är en algerisk R&B-sångerska, rappare och låtskrivare bosatt i Montréal, Kanada.

## Karriär
Efter att ha flyttat med sin familj till Kanada vid 18 års ålder började Zaho satsa på en musikkarriär. Hon etablerade sig som en rappare i Frankrike där hon rappade på flera artisters låtar däribland La Fouine, Sefyu och Tunisiano. År 2007 spelade Zaho in en låt med den algeriska sångaren Don Choa, låten "Lune de Miel" blev en smash-hit i Algeriet vilket uppmuntrade Zaho att spela in ett debutalbum.
"C'est chelou", den ledande singeln från Zahos, vid tidpunkten, kommande skiva blev en nationell smahs-hit i Frankrike, där den nådde en andraplats på landets singellista. Den 11 mars 2008 släpptes sångerskans debutalbum Dima (eng: Always) via skivbolaget Capitol Records. Till skillnad från sin tidigare musik sjöng Zaho istället för att rappa på skivan som komponerades av Zaho och Phil Greiss. Tillsammans skapade de ett Timbaland-liknande sound. Albumet blev kritikerrosat och många musikrecensenter såg liknelser mellan Loose (2006) av Nelly Furtado och Afrodisiac (2004) av Brandy, båda skivor som komponerades av Timbaland. Zahos debutalbum blev en stor nationell framgång i Frankrike och tog sig till topp-tjugo på landets albumlista. Skivan blev en av årets bästsäljande album och fick ta emot en mängd prisnomineringar. Sångerskan vann en MTV Europe Music Award i kategorin "Best French Artist" samt en NRJ Music Award med utmärkelsen "French Revelation of the Year". Dima framhävde ytterligare två framgångsrika musiksinglar i Frankrike;  "Kif'n'dir" tog sig till topp-fyrtio  och uppföljaren "La roue tourne" klättrade till en 15:e plats.
År 2010 spelade Zaho och Sean Paul in en fransk version av Pauls hitlåt "Hold My Hand", låten gavs ut som en promosingel men misslyckades att ta sig in på någon singellista.

## Diskografi
- 2008: Dima